# Regeringen Theresa May II
Regeringen Theresa May II blev dannet, da Regeringen Theresa May I trådte tilbage den 11. juni 2017.
Regeringens parlamentariske grundlag er det nordiske og unionist parti og det britiske konservative parti.
Regeringen blev dannet efter, at Regeringen Theresa May I mistede sit absolute flertal i Underhuset ved parlamentsvalget den 8. juni 2017.
Hovedopgaven for Regeringen Theresa May II bliver at gennemføre Brexit (Storbritanniens udtræden af EU).

## Kabinetsministre
Blandt ministrene er:
- Premierminister Theresa May
- Udenrigsminister: Boris Johnson
- Brexitminister: David Davis.
- Finansminister: Philip Hammond.
- Indenrigsminister: Amber Rudd.
- Minister for handel og international handel: Liam Fox.
- Miljø-, fødevare- og landdistrikts minister Michael Gove
- Undervisnings- og ligestillingsminister: Justine Greening.
- Udviklingsminister: Priti Patel (14. juli 2016 – 8. november 2017).
- Transportminister: Chris Grayling.
- Forsvarsminister: sir Michael Fallon (15. juli 2014 – 1. november 2017).
- Sundhedsminister Jeremy Hunt.

## Ministre, der også møder i kabinettet
- Regeringens politiske ordfører i Underhuset, formand for det kongelige råd: Andrea Leadsom.